# Тітіріджі вохристоголовий
Тітірі́джі вохристоголовий (Hemitriccus furcatus) — вид горобцеподібних птахів родини тиранових (Tyrannidae). Ендемік Бразилії.

## Опис
Довжина птаха становить 11 см. Верхня частина тіла блідо-оливкова. Голова і горло блідо-коричневі, обличчя охристе. Крила темні з каштановими і кремовими краями. Груди сіруваті, решта нижньої частини тіла білувата. Хвіст довгий і роздвоєний, оливковий з чорною смугою, на кінці білий.

## Поширення і екологія
Вохристоголові тітіріджі мешкають на південному сході Бразилії, в штатах Баїя, Мінас-Жерайс, Ріо-де-Жанейро і Сан-Паулу. Вони живуть в підліску вологих рівнинних тропічних лісів, в чагарникових і бамбукових заростях. Зустрічаються на висоті до 1200 м над рівнем моря. Живляться комахами, на яких чатують серед рослинності.

## Збереження
МСОП класифікує цей вид як вразливий. За оцінками, популяція вохристоголових тітіріджі становить від 3500 до 15000 птахів. Їм загрожує знищення природного середовища.